# El Charco (ort i Argentina)
El Charco är en ort i Argentina.   Den ligger i provinsen Santiago del Estero, i den norra delen av landet, 1 000 km nordväst om huvudstaden Buenos Aires. El Charco ligger 297 meter över havet och antalet invånare är 273.
Terrängen runt El Charco är platt. Runt El Charco är det glesbefolkat, med 14 invånare per kvadratkilometer.. Närmaste större samhälle är Gramilla, 11,6 km sydost om El Charco.
I omgivningarna runt El Charco växer i huvudsak lövfällande lövskog.